# Triophtydeus
Triophtydeus är ett släkte av spindeldjur som beskrevs av Thor 1932. Triophtydeus ingår i familjen Meyerellidae.
Kladogram enligt Dyntaxa:
| Triophtydeus | \| \| Triophtydeus craveni \| \| \| \| \| \| Triophtydeus triophthalmus \| \| \| \| |
|              | \| \| Triophtydeus craveni \| \| \| \| \| \| Triophtydeus triophthalmus \| \| \| \| |
|              | Pseudotriophtydeus                                                                  |
|              |                                                                                     |
|              | Stenipedis                                                                          |
|              |                                                                                     |
|              | Triophtydeus craveni                                                                |
|              |                                                                                     |
|              | Triophtydeus triophthalmus                                                          |
|              |                                                                                     |

|  | Triophtydeus craveni       |
|  |                            |
|  | Triophtydeus triophthalmus |
|  |                            |